# Шарль I де Люксембург-Линьи
Шарль I де Люксембург-Линьи (фр. Charles I de Luxembourg-Ligny; 1488 — 1530) — граф де Русси, де Бриенн и де Линьи.
Сын Антуана I де Люксембурга и Антуанетты де Бофремон.
Капитан отряда 50 кавалеристов на службе короля Франциска I. Был генеральным наместником в Пикардии, а также в губернаторстве Парижа и Иль-де-Франса. Кавалер ордена святого Михаила.

## Семья
1-я жена: Шарлотта д'Эстутвиль, дама де Бен и де Мези, дочь Жака д'Эстутвиля, барона д'Иври, и Жилетты де Коэтиви, его мачехи
Дети:
- Антуан II де Люксембург-Линьи (ум. 1557), граф де Бриенн и де Линьи. Жена: Маргарита Савойская (ум. 1591), дочь Рене Савойского, графа де Виллара, и Анны Ласкарис, графини де Тенда
- Луи де Люксембург-Линьи (ум. 1571), граф де Русси. Жена: Антуанетта д'Амбуаз (ум. 1552), дама де Равель, дочь Ги, сеньора де Равеля, и Франсуазы Дофин
- Жан де Люксембург-Линьи (ум. 1548), епископ Памье
- Жорж де Люксембург-Линьи, барон де Гистель
- Гийеметта. Муж (1532): Франсуа де Вьен, барон де Рюффе
- Франсуаза (ум. 1566), дама де Русси. Муж 1) (1535): Бернхард III, маркграф Баден-Баденский (ум. 1536); 2) (1543): Адольф IV, граф фон Нассау-Висбаден (ум. 1556)
- Антуанетта (1525—1603), аббатиса Йера
- Мария (ум. 1597), аббатиса Нотр-Дам-де-Труа